# F Is for Family
F Is for Family ou F pour Famille (au Québec) est une sitcom d'animation américaine pour adultes en 44 épisodes d'environ 25 minutes créée par le comédien Bill Burr et le scénariste Michael Price, diffusée entre le 18 décembre 2015 et le 25 novembre 2021 sur Netflix, incluant les pays francophones. Elle est produite par Gaumont International Television et la société de Vince Vaughn Wild West Television.

## Distribution

### Voix originales
- Bill Burr : Frank Murphy
- Laura Dern : Sue Murphy
- Justin Long : Kevin Murphy
- Debi Derryberry : Maureen Murphy / Kenny / Phillip
- Sam Rockwell : Vic
- Haley Reinhart : Bill Murphy[3]
- Kevin Michael Richardson : Rosie
- David Koechner : Robert « Bob Pogo » Pogrohvich
- Gary Cole : Roger Dunbarton
- Michael K. Williams : Smokey
- Jonathan Banks : William Murphy
- Joe Pera : Alaquippa Ed

### Voix françaises
- Arnaud Ducret (saisons 1 et 2) puis Emmanuel Curtil (saisons 3 à 5) : Frank Murphy
- Déborah Perret : Sue Murphy
- Emmanuel Garijo : Kevin Murphy
- Maryne Bertieaux : Maureen Murphy, Phillip (1re voix, saison 1)
- Kaycie Chase : Bill Murphy
- Jérôme Pauwels : Vic Reynolds
- Thierry Desroses : Chauncey « Rosie » Roosevelt
- Stefan Godin : William Murphy (saison 3) et voix additionnelles
- Fabrice Trojani : Bolo
- Sophie Arthuys : Ben, Miss Vanderheim et Gertrude Gurski
- Dorothée Pousséo : Kenny, Claire, Bridget Fitzsimmons et voix additionnelles
- Michel Vigné : Robert « Bob Pogo » Pogrohvich, Colt Luger et voix additionnelles
- Jean-Philippe Puymartin : Roger Dunbarton, Greg Throater et le père de Sue
- Michel Dodane : M. Goomer, Otto Holtenwasser, Phineas et Scoop Dunbarton
- Nathalie Homs : Viviane Saunders, Phillip (2e voix, saison 2) et voix additionnelles
- Nicolas Marié : Tracy McGrath et voix additionnelles
- Pauline Larrieu : Henrietta Van Horne
- Frantz Confiac : Smokey
- Valérie Siclay (saison 1) puis Delphine Braillon : Ginny Throater (saisons 2 et 3)
- Cathy Cerdà : Nana Rose et Julie
- Thomas Sagols : Jimmy Fitzsimmons et Lex
- Évelyne Grandjean : la mère de Sue
- Christophe Lemoine : Louie (le frère de Sue), Ed et Nuber
- Laurent Morteau : Père Pat et Jim
- Vincent Ropion : le maire Tangenti
- Edwige Lemoine, Hervé Grull, Serge Biavan, Diouc Koma, Diane Dassigny et Martial Le Minoux : voix additionnelles

- Version française
  - Société de doublage : Audi'Art[4]
  - Direction artistique : Dorothée Pousséo
  - Adaptation : Sophie Balaguer et Stéphane Salvetti

 Source et légende : version française (VF) sur RS Doublage

## Personnages

### Personnages principaux
- Francis « Frank » Murphy est le patriarche de la famille Murphy. D'origine irlandaise, il est responsable de la bagagerie pour la compagnie aérienne "Mohican Airways". Frank a un caractère explosif et en fait profiter sa famille.
- Susan « Sue » Murphy, née Chislson est l'épouse de Frank et la mère de Kevin, Bill et Maureen. Mère au foyer, elle décidera de travailler pour "Plast-a-Ware".
- Kevin Murphy est l'ainé des trois enfants de la famille Murphy. Fainéant et drogué, il conteste l'autorité de son père.
- Bill Murphy est le deuxième fils de la famille Murphy. Timide, fragile et malchanceux, ce jeune garçon est constamment angoissé.
- Maureen Murphy est la cadette de la famille Murphy. Espiègle et sournoise, Maureen se révèle être un vrai garçon manqué.
- Victor « Vic » Reynolds est l'un des voisins de la famille Murphy. Toxicomane et prétentieux, il travaille pour une radio locale.
- Major : est le chien de la famille Murphy.

### Personnages récurrents
- Otto Holtenwasser est le vieux voisin du quartier. Vieil homme Germano-juif, possédant une personnalité joyeuse malgré son passé dans les camps de concentration nazi de la Seconde-Guerre-Mondiale.
- Vivian Sanders est la supérieure exigeante de Sue chez "Plast-a-Ware". Elle a connu Vic par le passé.
- Chauncey « Rosie » Roosevelt est un collègue de Frank Murphy et l'un des membres du syndicat des bagagistes à l'aéroport.
- Chet Stevenson est le voisin de Frank. Commandant de l'armée de l'air, il sera d'abord ami avec Frank avant de lui nuire.
- "Goomer" est le voisin et ami voyeur de Frank Murphy. Il est marié à Evelyn.
- Evelyn Goomer est la femme de Goomer. Elle ne connaît pas le penchant sordide de son mari qui espionne ses voisins.
- Babe Bonfiglio est le voisin des Murphy. D'origine italienne, il vit avec sa femme, sa mère et ses deux enfants. Il a une obsession assez étrange envers Vic.
- Nana « Rose » Bonfiglio est la mère de Babe. Vieille femme cynique et raciste, elle mène la vie dure à sa belle fille.
- Marie Bonfiglio est la femme de Babe et mère de Philip et Anthony. Elle est très protectrice envers ses enfants. Elle subit les moqueries de sa belle mère sur son surpoids.
- Philipp Bonfiglio est le meilleur ami de Bill Murphy. Fragile et malchanceux autant que lui.
- Robert « Bob Pogo » Pogrohvich est le chef de Franck qui souffre d'obésité morbide.
- Ginny Throater est une vieille connaissance de Sue et celle-ci ne la porte pas dans son cœur. Son mari est gay et la trompe.
- Bridget Fitzsimmons est l'ex-copine de Bill. Psychopathe, elle est la fille de M. Fitzsimmons et la sœur de Jimmy.
- Greg Throater est le mari de Ginny, il tente désespéramment de cacher son homosexualité et a même suivi un stage avec le prêtre Pat.
- James « Jimmy » Fitzsimmons est un jeune garçon tyrannique qui harcèle Bill et Philipp.
- Mr Fitzsimmons est le père célibataire violent de James et Bridget. Il travaille comme concierge à l'école de ses enfants.

## Production
La série a été annoncée en octobre 2014 dans le cadre d'un partenariat entre Netflix, Gaumont International Television, et Wild West Television. La série est décrite comme une « comédie familiale » se basant sur les standups de Bill Burr, et comme décriant en particulier le politiquement correct. L'action de la série se déroule dans les années 1970, « une époque où vous pouviez frapper votre enfant, fumer à l'intérieur ou apporter une arme à feu à l'aéroport ». Bill Burr apporte sa voix au patriarche de la famille Murphy, Laura Dern joue sa femme, Justin Long son fils aîné, Debi Derryberry sa fille Maureen, et Haley Reinhart son jeune fils,. La première saison est composée de six épisodes écrits par Bill Burr et Michael Price. Michael Price est notamment connu pour son travail sur Les Simpson primé par des Emmy et Writers Guild Awards.
Le 15 avril 2016, Bill Burr a annoncé que la série est renouvelée pour une nouvelle saison, qui sera composée de dix épisodes.
Le 28 juin 2017, la série est renouvelée pour une troisième saison.
Le 24 janvier 2019, la série est renouvelée pour une quatrième saison.
Le 1er octobre 2020, la série est renouvelée pour une cinquième et dernière saison.

## Épisodes

### Première saison (2015)
Composée de six épisodes, elle a été diffusée le 18 décembre 2015 sur Netflix, aux États-Unis.
1. Le Massacre de Suède (The Bleedin' in Sweden)
2. Un samedi ordinaire en enfer (Saturday Bloody Saturday)
3. VDM (The Trough)
4. Joyeux Halloween ! ('F' is for Halloween)
5. Bill a des ennuis (Bill Murphy's Day Off)
6. Douce Miséricorde (O Holy Moly Night)

### Deuxième saison (2017)
L'intégrale de la saison est mis en ligne sur Netflix le 30 mai 2017.
1. Jour de luge (Heavy Sledding)
2. La Loi de Murphy (A Girl Named Sue)
3. Menteur (The Liar's Club)
4. Travail de nuit (Night Shift)
5. On a cassé Bill (Breaking Bill)
6. Ça ne va pas (This Is Not Good)
7. L'Engueulade (Fight Night)
8. Tout est arrangé (F Is for Fixing It)
9. Une prière contre la douleur (Pray Away)
10. Scoop à l'atterrissage (Landing the Plane)

### Troisième saison (2018)
Elle a été mise en ligne le 30 novembre 2018.
1. Prêts pour un super été (Are You Ready for the Summer?)
2. L'Académie des 9 (Paul Lynde to Block)
3. Une gaule d'enfer (The Stinger)
4. Le Voyage fantastique de Mr Murphy (Mr. Murphy's Wild Ride)
5. La Bataille des sexes (Battle of the Sexes)
6. Un dernier coup pour la route (Punch Drunk)
7. Les Vacances d'été (Summer Vacation)
8. Il a ça dans le sang (It's In His Blood)
9. Avec Frank dans le rôle du père (Frank the Father)
10. La Folle escapade de Bill Murphy (Bill Murphy's Night Off)

### Quatrième saison (2020)
Elle a été mise en ligne le 12 juin 2020.
1. Père miséricordieux (Father Confessor)
2. Rien n'est impossible (Nothing is Impossible)
3. Une dent contre eux (Bring Me a Tooth)
4. Le Mot en B (The B Word)
5. Respirez (Just Breathe)
6. Viens voir papa (Come to Papa)
7. R comme Rosie (R is For Rosie)
8. Murphy & fils (Murphy & Son)
9. Cleveland (Land Ho!)
10. Bébé, bébé, bébé (Baby, Baby, Baby)

### Cinquième saison (2021)
Elle a été mise en ligne le 25 novembre 2021.
1. La Forteresse acajou (The Mahogany Fortress)
2. Le Massacre de Rustvale (The Rustvale Massacre)
3. Blind Alley
4. Merci beaucoup (Thank You So Much)
5. Chercher (The Searchers)
6. Irrécupérables (Screw Ups)
7. Joyeux p*** de Noël (A Very Merry F***ing Christmas)
8. Bye Bye, Frankie